# 笹岡村 (新潟県北蒲原郡)
笹岡村（ささおかむら）は、かつて新潟県北蒲原郡にあった村。

## 沿革
- 1889年（明治22年）4月1日 - 町村制施行に伴い北蒲原郡笹岡町、押切村、金屋村、横山新村、須走村、赤水村、野村新村新田、蒔田村、発久新村新田、下山屋村、塚田新村、上山屋村、川崎村、川岡新村新田、山崎町、次郎丸村、上坂町村、羽黒新村が合併し、笹岡村が発足。
- 1901年（明治34年）11月1日 - 北蒲原郡大室村、出湯村と合併して、笹岡村を新設。
- 1956年（昭和31年）9月30日 - 北蒲原郡神山村と合併し、笹神村となり消滅。